# Зовнішність (топологія)
Зовнішність в загальній топології — це внутрішність доповнення.

## Означення
Нехай {\displaystyle (X,{\mathcal {T}})} — топологічний простір, де {\displaystyle X} — довільна множина, а {\displaystyle {\mathcal {T}}} — визначена на ній топологія. Нехай дано підмножину {\displaystyle A\subset X.} Точка {\displaystyle x_{0}\in X} називається зовнішньою то́чкою множини {\displaystyle A,} якщо існує її окіл {\displaystyle U\in {\mathcal {T}},U\ni x_{0}} такий, що
{\displaystyle U\cap A=\emptyset .}
Сукупність усіх зовнішніх точок множини називається зовнішністю і позначається {\displaystyle A^{\mathrm {e} }.}

## Властивості
- Всі основні властивості зовнішності випливають з властивостей внутрішності і тотожності:

{\displaystyle A^{\mathrm {e} }=\left(A^{\complement }\right)^{0};}
- {\displaystyle X=A^{0}\cup \partial A\cup A^{\mathrm {e} }.}

## Приклад
Нехай дана дана дійсна пряма з визначеній на ній стандартній топології. Тоді
- {\displaystyle (a,b)^{\mathrm {e} }=(-\infty ,a)\cup (b,\infty ).}